# Condado de Erie (Ohio)
O Condado de Erie é um dos 88 condados do estado americano de Ohio. A sede do condado é Sandusky, e sua maior cidade é Sandusky. O condado possui uma área de 1 622 km² (dos quais 962 km² estão cobertos por água), uma população de 79 551 habitantes, e uma densidade populacional de 121 hab/km² (segundo o censo nacional de 2000). O condado foi fundado em 16 de Março de 1838.